# Gunung Asamkumbang
Gunung Asamkumbang är ett berg i Indonesien.   Det ligger i provinsen Sumatera Utara, i den västra delen av landet, 1 400 km nordväst om huvudstaden Jakarta. Toppen på Gunung Asamkumbang är 378 meter över havet.
Terrängen runt Gunung Asamkumbang är kuperad. Runt Gunung Asamkumbang är det ganska glesbefolkat, med 40 invånare per kvadratkilometer. I omgivningarna runt Gunung Asamkumbang växer i huvudsak städsegrön lövskog.